# Gold der Skythen

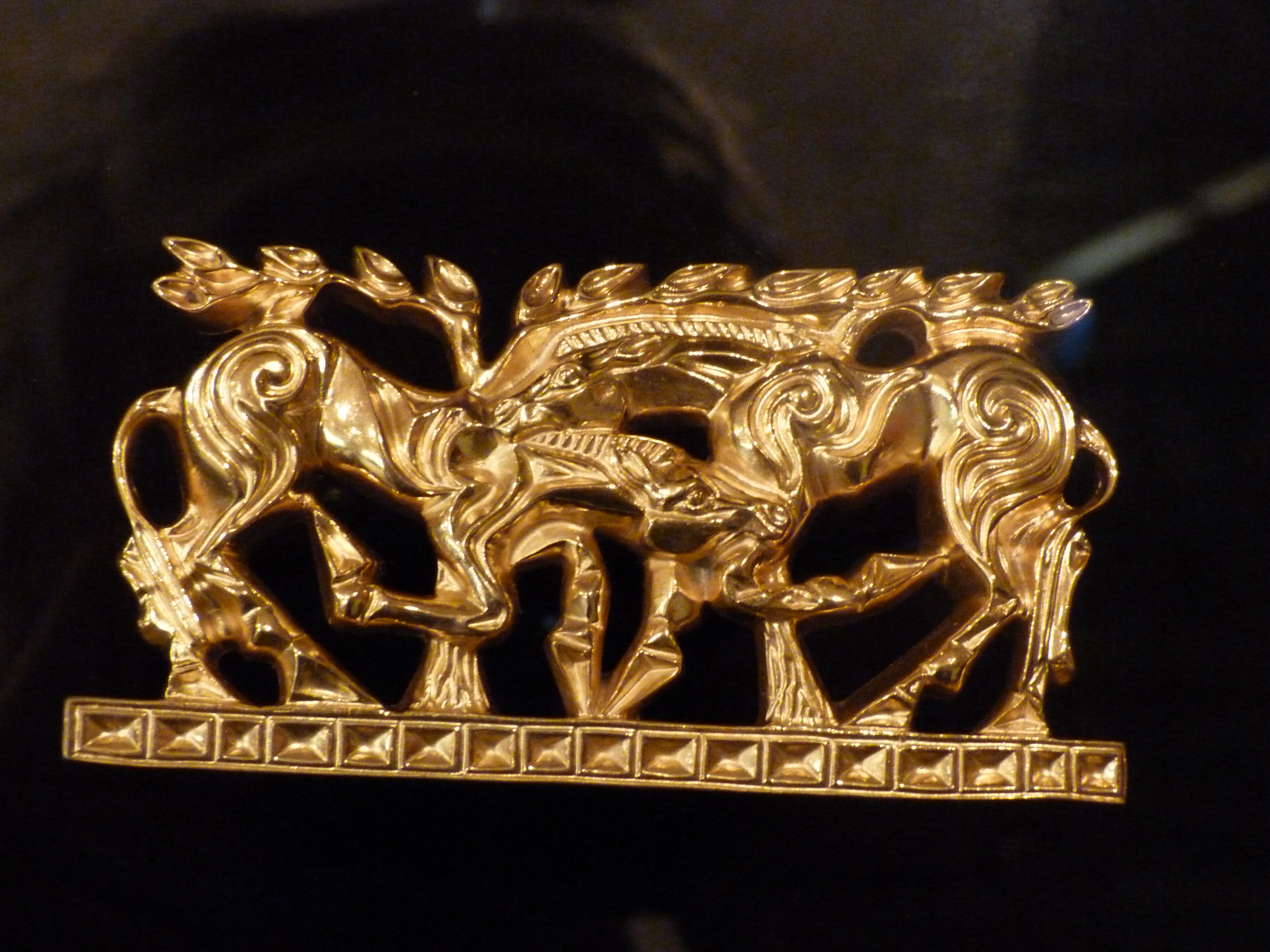
Brosche aus Kasachstan mit der Darstellung zweier kämpfender Pferde

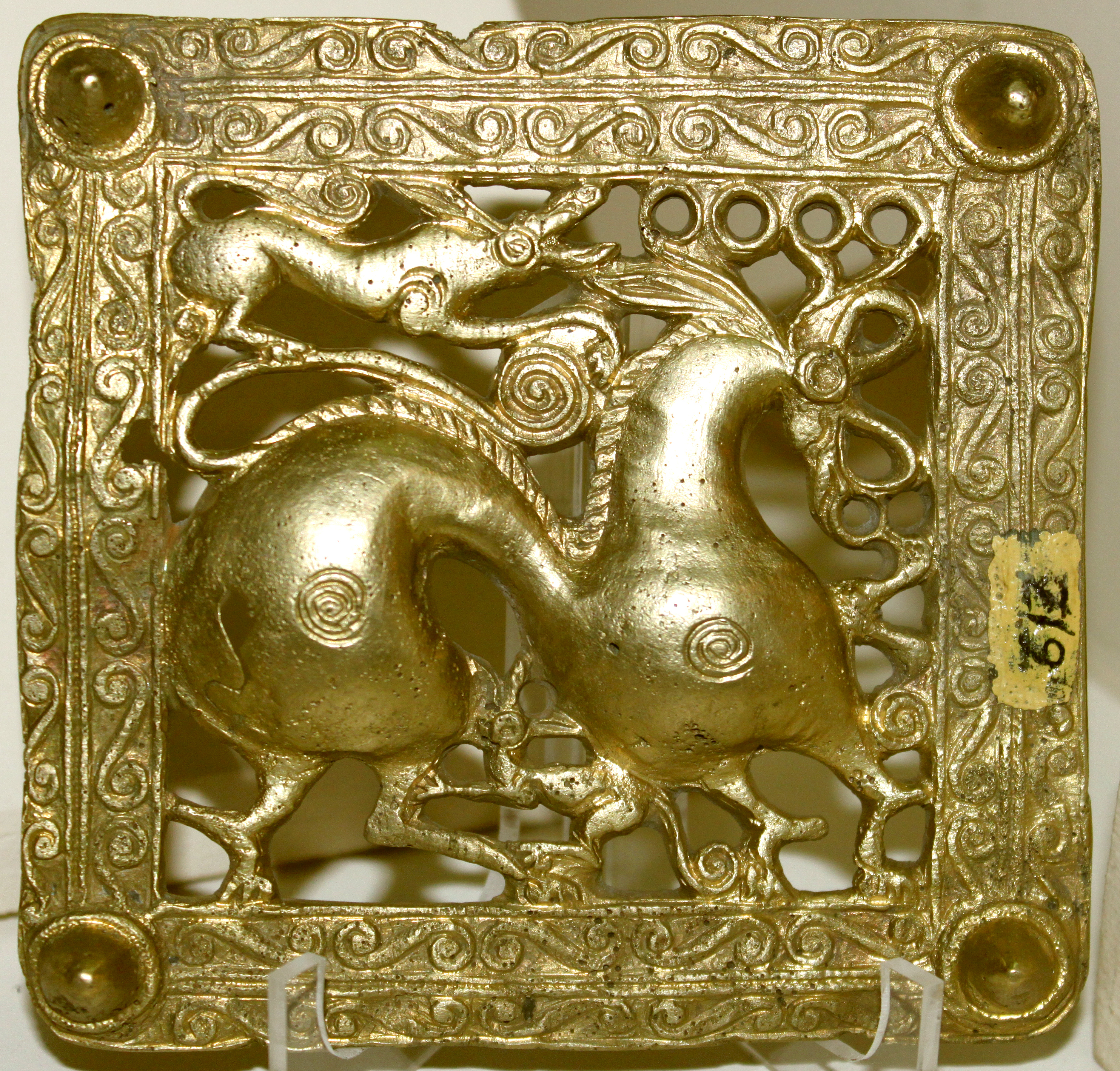
Gürtelschnalle aus Aserbaidschan

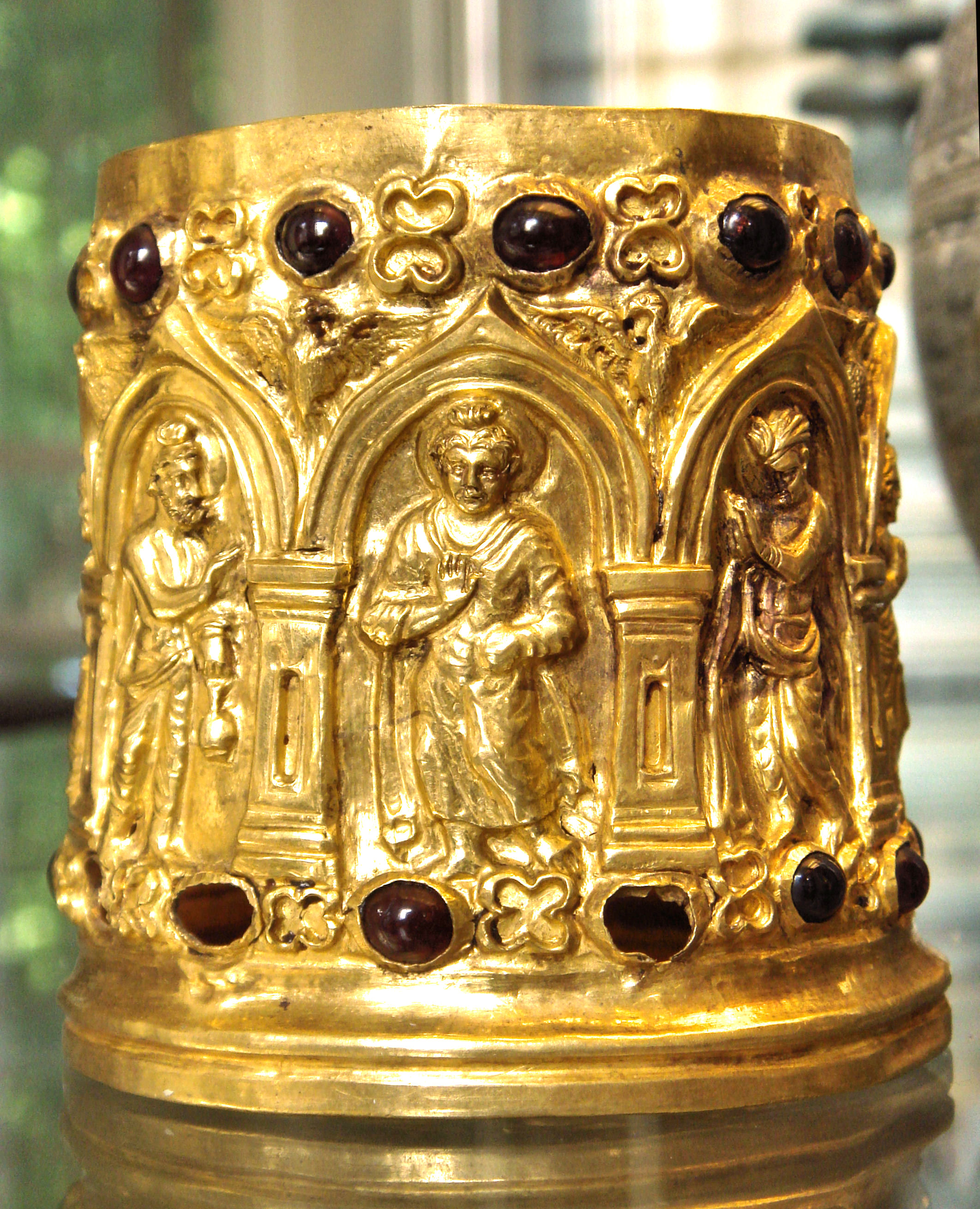
Das Bimaran-Reliquiar aus Afghanistan wird oft als graeco-skythische Arbeit angesehen.

Unter dem Titel Gold der Skythen wurde weltweit in verschiedenen Museen eine Zusammenstellung von archäologischen Funden aus Skythen-Gräbern (Kurgane) gezeigt. So wurden beispielsweise in Deutschland vom 19. September bis zum 9. Dezember 1984 in den Staatlichen Antikensammlungen am Königsplatz in München Leihgaben aus der Leningrader Eremitage präsentiert. 

## Goldgewinnung
Neben Körperschmuck (Hals-, Arm- und Fingerringe) wurden Tausende reliefierter Aufnähplättchen aus dünnem Goldblech gefunden, die größtenteils als Gewandbesatz dienten, aber auch zur Dekoration an Wandteppichen und anderen Textilien angebracht waren. 
Über die skythische Goldgewinnung ist relativ wenig bekannt. Einige Angaben zur Rohstoffherkunft sind durch Herodot (484–425 v. Chr.) in seinen Historien (I. und IV. Buch) historisch überliefert. In der Region um Krasnojarsk und Daurien wurden zu Beginn des 20. Jahrhunderts Goldwäschereien entdeckt, die den Skythen zugeordnet werden. Da weder im nordpontischen Raum noch in den nördlich angrenzenden Gebieten Goldlagerstätten bekannt sind, wird meist davon ausgegangen, dass das Gold von den Skythen durch Handel erworben oder auf Kriegszügen erbeutet wurde. Im Falle der griechisch-skythischen Goldarbeiten wird angenommen, dass sie nicht von skythischen Goldschmieden hergestellt wurden, sondern es sich um Auftragsarbeiten handelt.

## Rohstoffquellen
Die Rohstoffquellen werden bislang in den folgenden Regionen vermutet:
- Siebenbürgen, wo der den Skythen verwandte Stamm der Agathyrsen siedelte, die in historischen Quellen bezüglich ihrer Begeisterung für aufwendigen Goldschmuck erwähnt werden. Das Gold dieser Region wurde im Wesentlichen durch Auswaschen gewonnen.
- Kaukasien, insbesondere die Kolchis, die Heimat der Medea (Sage vom Goldenen Vlies). Auch hier wird vermutet, dass das Gold aus Seifenlagerstätten gewonnen wurden.
- Kasachstan und Altaigebirge. Der Altai wird auch mit den aus der antiken Mythologie bekannten „Goldenen Greifen“ in Verbindung gebracht. In Smeinogorsk wurde im 18. Jahrhundert ein in der Antike verunglückter Bergmann entdeckt, in dessen unmittelbarer Nähe ein Ledersack lag, der goldhaltige Minerale enthielt. In diesem Zusammenhang ist auch die von Herodot erwähnte Karawanenstraße von Bedeutung, die von Olbia (Schwarzes Meer) nach Innerasien geführt haben soll. Ein besonders großes Goldabbauzentrum liegt im Norden Kasachstans (besonders die Gebiete um Stepnjak, Majkain und Bestjube). Eine Vielzahl von Bergbaubefunden und Funden belegt dort den Goldabbau bereits in urgeschichtlicher Zeit. Da viele der alten Schürfstellen auch heute noch abbauwürdig sind, ist ein Großteil der Befunde durch modernen Bergbau zerstört.